# 李承嗣
李承嗣（866年—920年），唐朝末年及五代十国初年将领，先后效力于军阀李克用、杨行密势力。

## 生平

### 早期仕途
李承嗣是代州雁门县人。
李承嗣年轻时在本郡出仕，补武职。中和二年（882年），朝廷笼络沙陀首领李克用讨伐农民变军黄巢，李承嗣随李克用征讨，为前锋。官军攻华阴，黄巢令客省使王汀去和弟弟黄揆商讨军机，李承嗣擒王汀献上。四年（884年），黄巢之乱平定，李承嗣以功授汾州司马、刺史，改榆次镇将。李克用因功被任为河东节度使，因险遭宣武军节度使朱全忠谋害，八月派李承嗣奉表去行在申诉，观军容使田令孜为他设馆并慰谕，令他向李克用传达朝廷让他们和解的意思，授李承嗣左散骑常侍。
光启初年，李承嗣在陈、许参与讨伐叛唐的奉国军节度使秦宗权。后静难军节度使朱玫占据京城另立宗室李煴为帝，李克用出兵勤王，遣李承嗣率军万人救援鄜州，到渭桥迎驾。朱玫被部将王行瑜所杀后，李承嗣会合鄜坊、定难军收复京城，擒获李煴所任宰相裴澈、郑昌图，将朱玫、李煴的首级装在盒子里献给行在。文德元年（888年）唐僖宗回京，赐李承嗣号迎銮功臣、检校工部尚书、守岚州刺史，赐犒军钱二万贯。僖宗刚回京时，三辅地区多有盗贼，全靠李承嗣率军防御才得安。后来李承嗣屯驻鄜州，留别将马嘉福率五百骑宿卫。
昭义军节度使孟方立袭辽州，李克用遣李承嗣设伏于榆社以待，李承嗣发伏兵大败昭义军，获其将奚忠信，以功授洺州刺史。
大顺元年（890年），唐昭宗讨伐李克用。十月，官军出阴地关，游兵到汾州。李克用遣薛志勤、李承嗣率三千骑营于洪洞，养子李存孝率兵五千营于赵城。凤翔军在霍邑扎营，李承嗣率一军攻之，凤翔军夜遁，李承嗣追击到赵城，又与薛志勤在蒙坑打败镇国军节度使韩建的军队，会合大军进收晋州、绛州，才十三天就攻破晋州，最终官军被河东军大败。李承嗣改教练使、检校司徒。

### 效力淮南
乾宁二年（895年），与史俨奉命率一万骑救援被朱全忠攻打的天平军节度使朱瑄及其从弟泰宁军节度使朱瑾，四月，进入天平军军部郓州。八月，朱全忠亲征天平军，打败李承嗣等而还。十二月，李承嗣又与史俨奉命率五千骑借道魏博军救援二朱。三年（896年）闰正月，李克用养子蕃汉都指挥使李存信也奉命率三万步骑借道魏博军救援二朱，得罪魏博节度使罗弘信，被其袭败，罗弘信从此与李克用绝交依附朱全忠，史俨、李承嗣及史建章等河东将领因此无法回军。四年（897年）正月，郓州失守，朱瑾为朱全忠所迫，粮尽，留大将康怀贞守军部兖州，与史俨、李承嗣劫掠徐州之境丰、沛之间求食，康怀贞等投降朱全忠。二月，朱瑾等投沂州，沂州刺史尹处宾不纳，又逃到海州，在宣武军逼迫下，最终率海州百姓渡过淮河投靠淮南节度使杨行密，杨行密在高邮迎接他们，对史俨、李承嗣、史建章都推心置腹不怀疑，都用为将。淮南军本来善水战但不知骑射，得到河东、泰宁、天平的军队后，军声大振。杨行密署李承嗣为淮南行军副使。史俨、李承嗣都是河东骁将，李克用深为可惜，如同失去了左右手，遣使者赵岳走小道见杨行密请求让他们回来。杨行密答应了，也遣使者陈令存与李克用修好。
九月，宣武军将葛从周屯寿州、庞师古在清口扎营入侵淮南，淮南人大恐，杨行密想先杀奔寿州，李承嗣说不如先秘密派兵杀向清口，庞师古败了，葛从周自然会逃，这是制敌之上策。朱瑾率淮南军三万，与李承嗣设伏于清口，大败宣武军，斩杀庞师古，葛从周败走。十一月，杨行密置酒高会，赞扬李承嗣有先见之明，赏钱万缗。杨行密看好李承嗣的雄才，没让他回到河东军，奏授检校太尉，表他领镇海军节度使（遥领）。杨行密待李承嗣及史俨甚厚，房屋、姬妾都选择出色的赐给他们，所以二人为杨行密父子尽力，屡立功，不复归河东军。杨行密也因此在江淮立足，朱全忠无可奈何。
天复二年（902年）六月，杨行密引兵攻宣武军，以李承嗣权知淮南军府事，境内无扰，都是李承嗣之力。杨行密势力得以兼并镇南军节度使钟传势力、擒武昌军节度使杜洪、削弱镇海军节度使钱镠，都是史俨和李承嗣的功劳。
天祐四年（907年），朱全忠代唐称帝，建立后梁。五月，左牙指挥使张颢专权，以右牙指挥使徐温为浙西观察使。谋士严可求对李承嗣说张颢如此凶威，外放徐温，对李承嗣也不利。李承嗣深以为然。次日，严可求邀张颢及李承嗣同去见徐温，故意责骂徐温想外放苟安，徐温谢罪，于是免于外放。李承嗣与张颢交好，察觉严可求依附徐温，劝说张颢派刺客趁夜杀严可求，刺杀未果。不久，徐温杀张颢，专权。
杨行密子杨隆演在位期间，李承嗣改淮南行军副使，参与军府之事。九年（912年），淮南得知李克用之子晋王李存勗刚在柏乡之战对后梁取得大捷，出李承嗣为楚州刺史，以为掎角之势。十七年（920年）七月，卒于楚州。

## 家庭
李承嗣第三女李娀（906年—934年），字惠容，嫁朝散大卿（即朝散大夫，避讳杨行密父杨怤而改）、检校尚书右仆射、守大理卿、通判左右军公事、柱国、赐紫金鱼袋陶敬宣。墓志自述家世为西凉武昭王李暠之后。《旧五代史》仅载李承嗣父名李佐方。据《李娀墓志》，李承嗣祖父为唐朝涿州刺史李思勍，父名李仲方，官至唐朝潞州大都督府右司马、检校兵部尚书，李承嗣去世时的官爵为淮南节度副使、特进、检校太尉、使持节楚州诸军事、守楚州刺史、充楚州团练使、兼御史大宪（即御史大夫，避讳杨怤而改）、上柱国、陇西郡开国公、食邑二千户、赠雁门节度使。李娀母即李承嗣妻为沛国朱氏，累封沛郡太君。李娀有两兄朝散大卿、检校尚书右仆射、守鸿胪卿、柱国、赐紫金鱼袋李匡祚和朝散大卿、行尚书水部郎中、云骑尉、赐紫金鱼袋李匡祐和弟弟将仕郎、试大理评事、赐绯鱼袋李匡禅。李匡禅是李承嗣的幼子，和雅练达，有父风。
此外李承嗣尚有子礼部尚书李度，李度有子李俛。

## 轶闻
李承嗣与淮南副使陆洎友善，天祐二年（905年）九月，承嗣拜访陆洎，陆洎说：晚上梦见被骑兵召至一大府“阳明府”，入门到阶下，有一紫衣人秉笏取书说陆洎三世为人慈孝，可为阳明府侍郎、判九州都监事，次年季秋十有七日赴任。次年九月李承嗣又拜见陆洎问为什么还没赴任，陆洎说即将赴任。李承嗣说：“我素来视君为长者才敬重君，这事却近乎妄言啊！”陆洎说：“惟君与我有缘，他日必当为邻。”李承嗣沉默而去。次日陆洎就死了，葬于茱萸湾，数年后李承嗣葬于陆洎墓之北，其言遂灵验。